# Ordem dos Valombrosanos
A Ordem dos Valombrosanos (latim: Congregatio Vallis Umbrosae Ordinis Sancti Benedicti, O.S.B.Vall.), também conhecida como Congregação Valombrosana, é uma ordem religiosa monástica da Igreja Católica pertencente à família dos Beneditinos. A sua designação provém da localização da sua casa-mãe, fundada em Vallombrosa, situada a 30 km de Florença, na encosta noroeste do Monte Secchieta, pertencente à cordilheira do Pratomagno.

## Fundação
O fundador dos Valombrosanos foi João Gualberto, nascido em 985 ou 995, filho do nobre Gualberto Visdomini, membro da proeminente família Visdomini, e da sua esposa Villa. Foi criado e educado na fé cristã durante a sua infância, mas na adolescência pouco se importava com a religião, concentrando-se em vez disso em intrigas frívolas.
Entretanto, o seu irmão mais velho, Ugo, foi assassinado. João decidiu vingar o seu parente falecido e saiu à procura do assassino. Numa Sexta-Feira Santa, encontrou o assassino sozinho numa viela e empunhou a sua espada para matá-lo, mas quando o homem se jogou no chão com os braços estendidos em forma de cruz e implorou misericórdia pelo amor de Cristo, João perdoou-o.
Uma lenda popular conta que, no caminho para casa, João entrou na igreja beneditina de San Miniato para rezar, e a figura no crucifixo da igreja curvou a cabeça diante dele em reconhecimento da sua generosidade.
Após este acontecimento, João Gualberto decidiu tornar-se monge beneditino em San Miniato, dedicando-se à leitura, à oração e à caridade. Conhecido pela sua santidade, foi nomeado, em 1035, abade do mosteiro, mas decidiu deixá-lo para levar uma vida mais perfeita. Depois de ficar por algum tempo com os monges eremitas em Camaldoli, ele instalou-se em Vallombrosa, nas encostas dos Apeninos, onde fundou o seu mosteiro cenobítico. O nome "Vallombrosa" significa "vale sombrio".
Jean Mabillon estima que a fundação do mosteiro tenha um pouco antes de 1038, mas a cronologia dos primeiros dias de Vallombrosa tem sido muito contestada. As datas fornecidas para a conversão de Gualberto variam entre 1004 e 1039, já um escritor vallumbrosano situa a sua chegada a Vallombrosa em 1008. A igreja foi consagrada por Rotho, bispo de Paderborn, em 1038, e Itta, a abadessa do mosteiro vizinho de Sant' Ellero, doou-lhes o local onde ficava a nova fundação, em 1039. A abadessa manteve o privilégio de nomear os superiores, mas esse direito acabou por ser concedido aos monges pelo Papa Vítor II, que confirmou a ordem em 1056. Dois séculos mais tarde, no tempo do Papa Alexandre IV, o convento foi unido a Vallombrosa, apesar dos protestos das freiras.

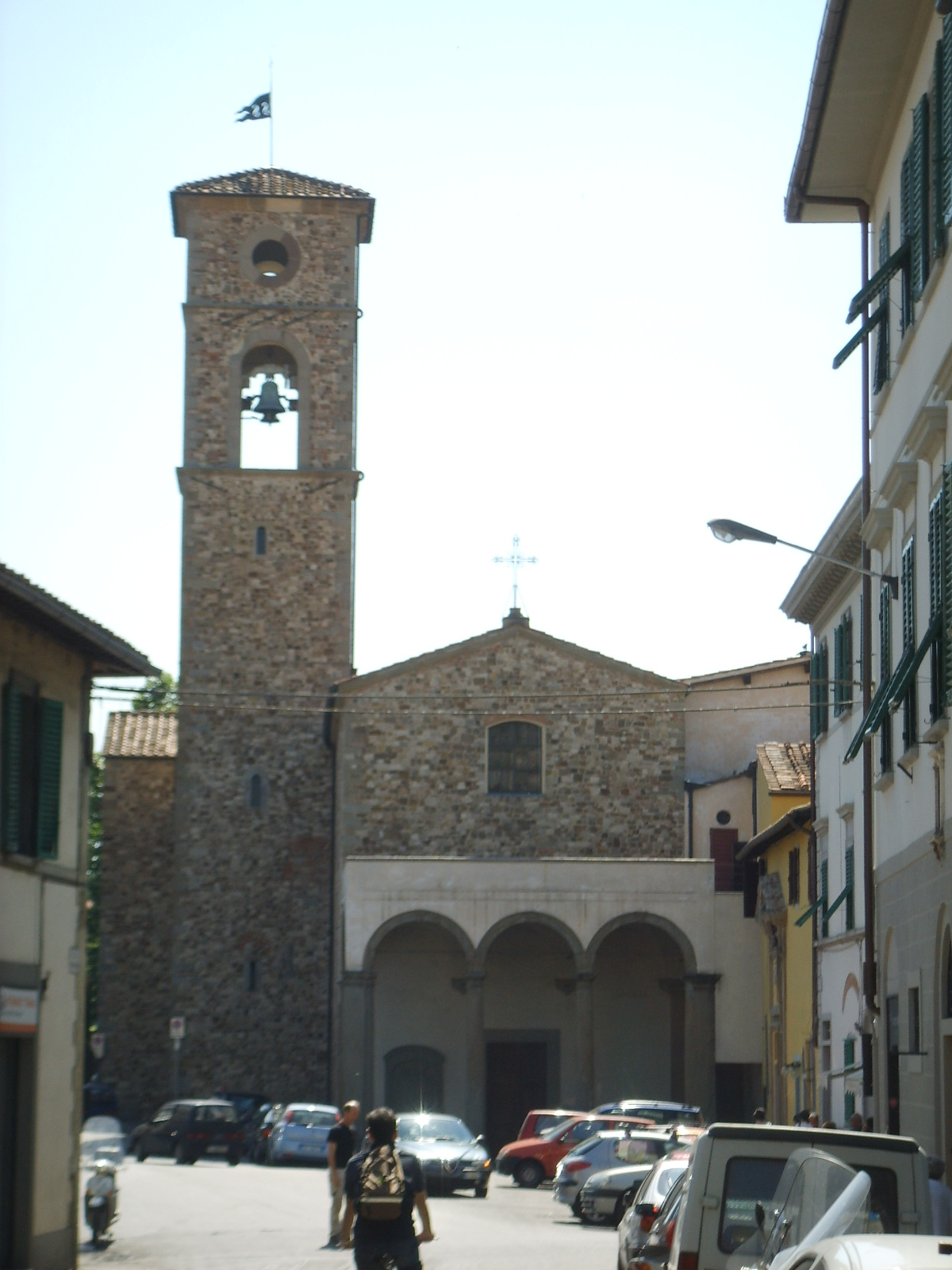
San Salvi (Florença)

As vidas sagradas dos primeiros monges de Vallombrosa atraíram considerável atenção e trouxeram muitos pedidos para fazerem novas fundações, mas havia poucos postulantes, pois poucos conseguiam suportar a extraordinária austeridade do modo de vida.
Apenas um outro mosteiro, o de San Salvi, em Florença, tinha sido fundado entretanto. Então, Gualberto fundou mais três mosteiros, seguindo-se outros três, que se reformaram e uniram à ordem valombrosana durante a sua vida. Os primeiros valombrosanos tiveram um papel considerável na luta dos papas contra a simonia, cujo incidente mais famoso foi a provação de fogo realizada com sucesso por São Pedro Inês, em 1068. Pouco antes disso, o mosteiro de San Salvi foi incendiado e os seus monges maltratados pelo partido antirreforma. Esses eventos aumentaram ainda mais a reputação de Vallombrosa.
O hábito, originalmente cinza ou cor de cinza, é atualmente o dos outros beneditinos.

### Desenvolvimento
Após a morte de João Gualberto, em 1073, a ordem espalhou-se rapidamente. Uma bula de Urbano II, em 1090, que colocou Vallombrosa sob a proteção da Santa Sé, enumerou 15 mosteiros para além da casa-mãe. Mais 12 mosteiros foram mencionados numa bula de Pascoal II em 1115, e outros 24 nas de Anastácio IV (1153) e Adriano IV (1156). Na época de Inocêncio III, os mosteiros já eram mais de 60. Todos estavam situados na península Itálica, exceto dois mosteiros, fundados na Sardenha.
Por volta de 1087, André de Vallombrosa (falecido em 1112) fundou o mosteiro de Cornilly, na Diocese de Orléans, e em 1093 a abadia de Chezal-Benoît, que mais tarde se tornou a cabeça de uma considerável congregação beneditina. A lenda, dada por alguns escritores, sobre a ordem de uma grande congregação valombrosana na França, a partir de uma abadia perto de Paris fundada pelo rei São Luís de França, não tem qualquer fundamento.
A congregação valombrosana foi reformada em meados do século XV, pelos beneditinos cassinenses, e novamente por John Leonardi, no início do século XVII. Em meados do século XVII, a ordem havia formado 12 cardeais e mais de 30 bispos.
Certas abadias, lideradas pela de San Salvi de Florença, formaram uma congregação separada. Em 1485, estas foram reunidas à casa-mãe de Vallombrosa por Inocêncio VIII. No início do século XVI, o abade-geral Milanesi tentou fundar uma casa de estudos com linhas universitárias em Vallombrosa, mas em 1527 o mosteiro foi queimado pelas tropas do Imperador Carlos V. Será reconstruído pelo abade Nicolini em 1637, e em 1634 foi criado um observatório.
Entre 1662 e 1680 a ordem esteve unida aos Silvestrinos.
Em 1808, as tropas de Napoleão I saquearam Vallombrosa e o mosteiro ficou deserto até 1815. Será finalmente suprimido pelo governo italiano em 1866. Alguns monges ainda permanecem nele para cuidar da igreja e da estação meteorológica, mas os edifícios da abadia tornaram-se numa escola de engenharia florestal, que será fundada em 1870, a única daquele tipo na Itália. Vallombrosa também é um resort de saúde.
O declínio da ordem pode ser atribuído ao difícil destino da sua casa-mãe, ao sistema de abades comendatários e às constantes guerras que devastaram a Itália ao longo dos tempos. Praticamente todos os mosteiros sobreviventes desta congregação foram suprimidos ao longo dos séculos XVIII e XIX.

## Regras e funcionamento
Gualberto adotou a Regra de São Bento, mas acrescentou muito à sua austeridade e caráter penitencial. A sua ideia era aliar as vantagens ascéticas da vida eremítica à vida em comunidade, evitando os perigos da primeira. Qualquer violação das regras era punida com açoites severos, o silêncio era perpétuo e a pobreza era imposta com o máximo rigor. A regra do claustro era tão rigorosa que os monges não podiam sair, nem mesmo para fazer uma missão de misericórdia.
O principal ponto de divergência estava na proibição do trabalho manual, prescrita por São Bento. Os monges do coro de São João deveriam ser contemplativos puros e, para esse fim, ele introduziu o sistema de irmãos leigos, que cuidariam dos negócios seculares. Ele foi um dos primeiros a sistematizar essa instituição, e é provável que ela tenha sido amplamente popularizada pelos valombrosanos. De facto, o termo conversi (irmãos leigos) ocorre pela primeira vez na Vida de São João do abade André de Strumi, escrita no início do século XII.
Os valombrosanos não formam uma ordem separada, mas uma congregação beneditina, pertencente à confederação dos monges negros. Os seus abades eram originalmente eleitos de forma vitalícia, mas atualmente são eleitos no capítulo geral, realizado a cada quatro anos. O abade de Vallombrosa, o superior de toda a ordem, tinha anteriormente um assento no Senado florentino e tinha o título adicional de Conde de Monte Verde e Gualdo.
O manuscrito mais antigo existente dos costumes de Vallombrosa mostra uma estreita relação com os de Cluny. De facto, a condenação da simonia era partilhada por ambas as ordens. Os valombrosanos ão uma instituição particular dentro da regra beneditina, devendo ser considerados apenas como beneditinos que seguiam os costumes observados naquela época pelos beneditinos negros em toda a Europa.
O escudo da ordem valombrosana mostra o braço do fundador num capuz de cor fulva, segurando um báculo dourado em forma de muleta sobre um fundo azul.
As obras do abade-geral Tamburini sobre direito canónico são bem conhecidas. Galileu Galilei foi por um tempo um noviço em Vallombrosa e recebeu parte da sua educação lá.

## Atualidade

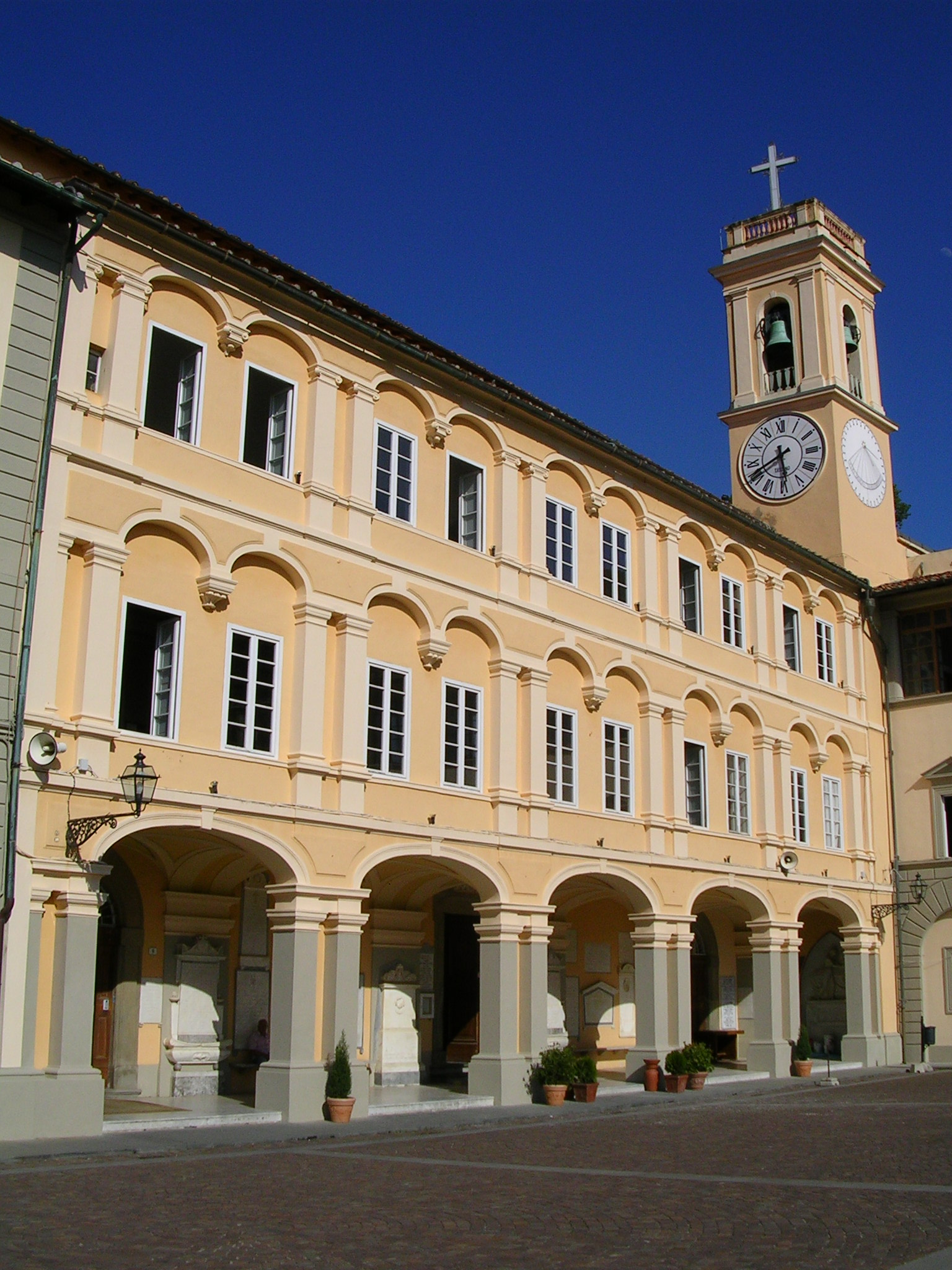
Santuário de Montenero

Os valombrosanos fazem parte da Confederação Beneditina. Em 2015 a ordem contava com nove casas com 73 monges (48 sacerdotes). A sua casa-mãe é a abadia de Vallombrosa.
O atual abade-geral é Giuseppe Casetta. Pierdamiano Spotorno é o arquivista e bibliotecário da congregação. 
Os monges valombrosanos mantêm o Santuário de Montenero em Livorno, dedicado à Nossa Senhora da Graça de Montenero, padroeira da Toscana. Eles também detêm a gestão da Basílica de Santa Práxedes em Roma desde 1198.
Os valombrosanos de Bangalor sustentam-se ao produzir queijos italianos para vender a restaurantes de luxo.

## Freiras
Santa Humildade de Faença é geralmente considerada a fundadora das freiras de Vallombrosa. Ela nasceu em Faença por volta de 1226, casou-se. Com o consentimento do marido, que se tornou monge, Humildade entrou para um mosteiro de cónegas e depois tornou-se anacoreta numa cela anexa à igreja valombrosana de Faença, onde viveu por doze anos.
A pedido do abade-geral, Humildade fundou um mosteiro fora de Faença e tornou-se sua abadessa. Em 1282, ela fundou um segundo convento em Florença, onde morreu em 1310. Ela deixou vários escritos místicos.
Após a morte de Humildade, encontramos ligadas ao mosteiro de Vallombrosa irmãs leigas que, sob os cuidados de um irmão leigo idoso, viviam numa casa separada e realizavam várias tarefas domésticas.
Quando deixaram de estar vinculadas aos mosteiros dos monges, essas irmãs provavelmente continuaram a levar uma vida conventual. A beata Bertha d'Alberti entrou na ordem valombrosana em Florença e reformou o convento de Cavriglia em 1153.
Em 1524, as freiras receberam a abadia de San Salvi, em Florença. Existem conventos valombrosanos em Faença e San Gimignano, além de dois em Florença. As relíquias de Santa Humildade e da sua discípula, a beata Margherita, são veneradas no convento do Espírito Santo em Varlungo. O hábito das freiras é semelhante ao das demais freiras beneditinas.

## Santos e Beatos da Ordem
Santos
- João Gualberto (c. 985 – 12 de julho de 1073), fundador da ordem de Vallombrosa, canonizado a 24 de outubro de 1193.
- Bernardo degli Uberti (c. 1060 – 4 de dezembro de 1133), bispo de Parma e cardeal italiano, canonizado a 3 de dezembro de 1139.
- Atão de Pistoia (c. 1070 – 22 de maio de 1153), bispo de Pistoia e historiógrafo português, canonizado a 24 de janeiro de 1605.

Beatos
- Pedro Igneus (falecido a 11 de novembro de 1089), cardeal-bispo de Albano, beatificado a 4 de março de 1673.
- Benedetto Ricasoli da Coltibuono (c. 1040 - 20 de janeiro de 1107), monge italiano, beatificado a 14 de maio de 1907.
- Verdiana degli Attavanti (c. 1182 – 1 de fevereiro de 1242), anacoreta italiana, beatificada em 20 de setembro de 1533.
- Humildade de Faença (c. 1226 - 22 de maio de 1310), fundadora das freiras valombrosanas, beatificada a 27 de janeiro de 1720.

Beatos por aclamação popular
- Erizzo da Vallombrosa (c. 1000 - 9 de fevereiro de 1084), quarto abade-geral da ordem de Vallombrosa e primeiro discípulo de São João Gualberto.
- Rustico Angeleri da Vallombrosa[23] (falecido a 6 ou a 12 de novembro de 1092), abade-geral da congregação valombrosana em 1076 e um dos primeiros companheiros de São João Gualberto.
- Orlando da Vallombrosa[24] (falecido durante do século XIII?), eremita.
- Tesauro Beccaria (falecido a 12 de setembro de 1258), abade-geral da ordem valombrosana, martirizado por ter negociado secretamente com Manfredo da Sicília a favor do retorno dos gibelinos a Florença.
- Giovanni dalle Celle da Catignano (c. 1310 - c. 1396), abade.

## Links externos
- São João Gualberto, Abade no site de Iconografia Cristã